# Arco di Druso e Germanico
L'arco di Druso e Germanico  (detto anche solo "arco di Druso") è un arco romano degli inizi del I secolo situato a Spoleto (antica Spoletium), a ridosso del tempio romano e della chiesa di Sant'Ansano. Costituiva la porta di accesso monumentale al foro della città dalla via Flaminia (ricalcato dall'odierna piazza del Mercato), scavalcando il cardine massimo. Apparteneva alla vaita Frasanti.

## Storia
L'arco fu eretto nel 23 d.C. dal senato locale in onore di Druso minore e di Germanico, rispettivamente figlio naturale e nipote e figlio adottivo dell'imperatore Tiberio, in occasione della morte di Druso (Germanico era morto nel 19).
Grazie alle scoperte dell'archeologo spoletino Giuseppe Sordini, relative al vicino tempio romano avvenute nel 1900, importanti scavi furono effettuati negli anni 1955-1957; l'arco ricevette la sua attuale sistemazione, con la demolizione delle sovrastrutture successive all'età romana e la messa in luce di uno dei piloni fino al livello antico.

## Descrizione
L'arco è costruito in opera quadrata con blocchi in calcare locale. Fu costruito adottando la misura del piede romano.
1. 1. Il monumento si conserva fino alla trabeazione che sormonta il fornice, con il pilone occidentale inglobato nelle abitazioni più recenti.

L'arco è decorato agli spigoli esterni dei piloni da lesene con capitelli corinzi, che sorreggevano una trabeazione con fregio dorico dalle metope ornate da bucrani.  I piedritti su cui poggia l'archivolto dell'unico fornice hanno sul lato interno del passaggio lesene lisce con capitelli corinzieggianti.
L'iscrizione di dedica è incisa sulla muratura tra la trabeazione e l'archivolto del fornice. Piuttosto frammentaria, può essere tuttavia ricostruita nel seguente modo:
[DIVI]AUGUSTI N(epoti) DI[VI I]ULI PRO N(epoti) DIVI AUGUST[I N(epoti) DIVI IULI PRO N(epoti)]

[CO(n)S(uli) II] IMP(eratori) II AUG(uguri) FLAMINI AUG(usti) CO(n)S(uli) II TRIB(unicia) POT(estate) II PO[NT(ifici)]

EX S(enatus) C(consulto)»

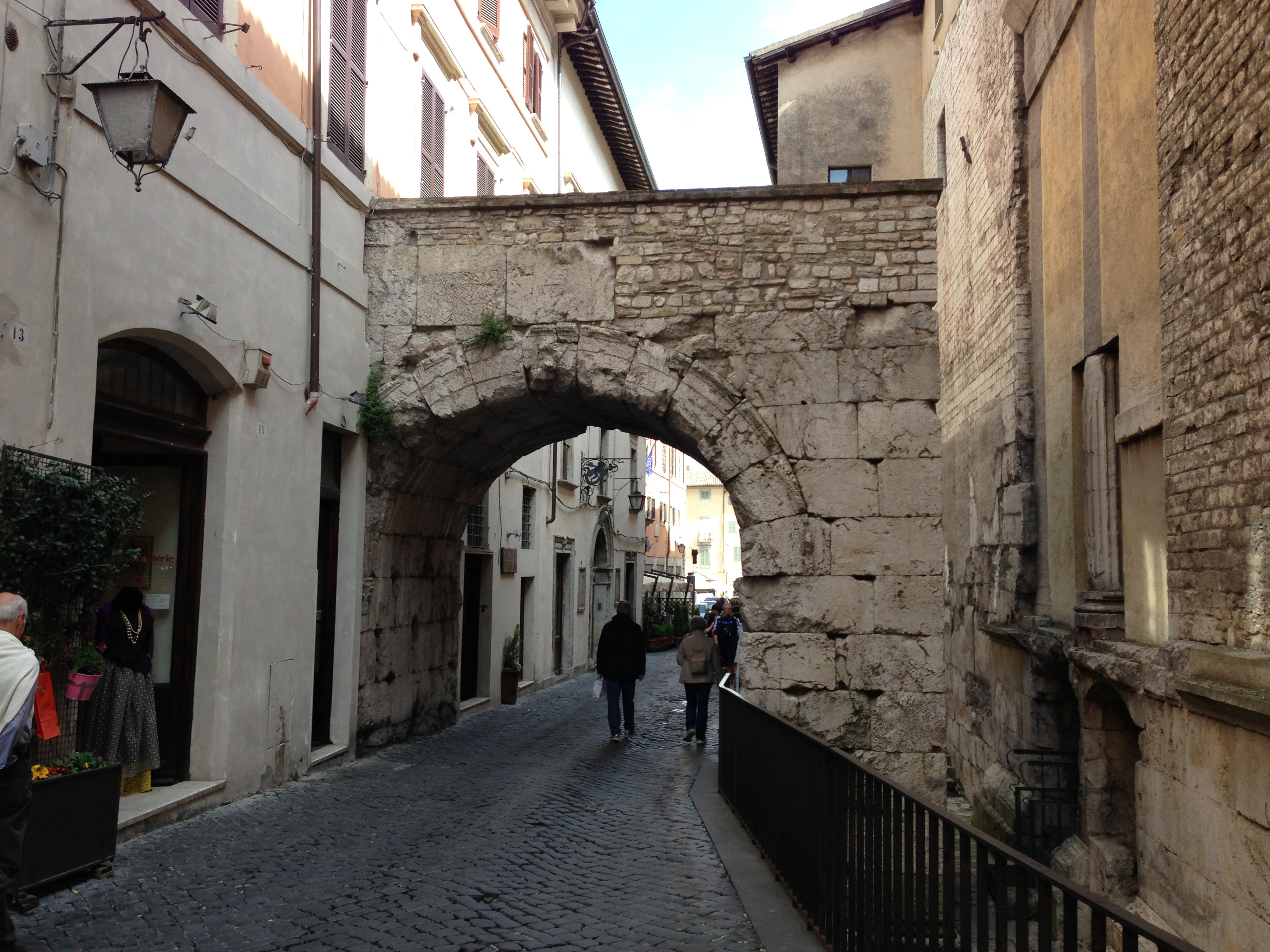
Arco di Druso e Germanico, lato sud
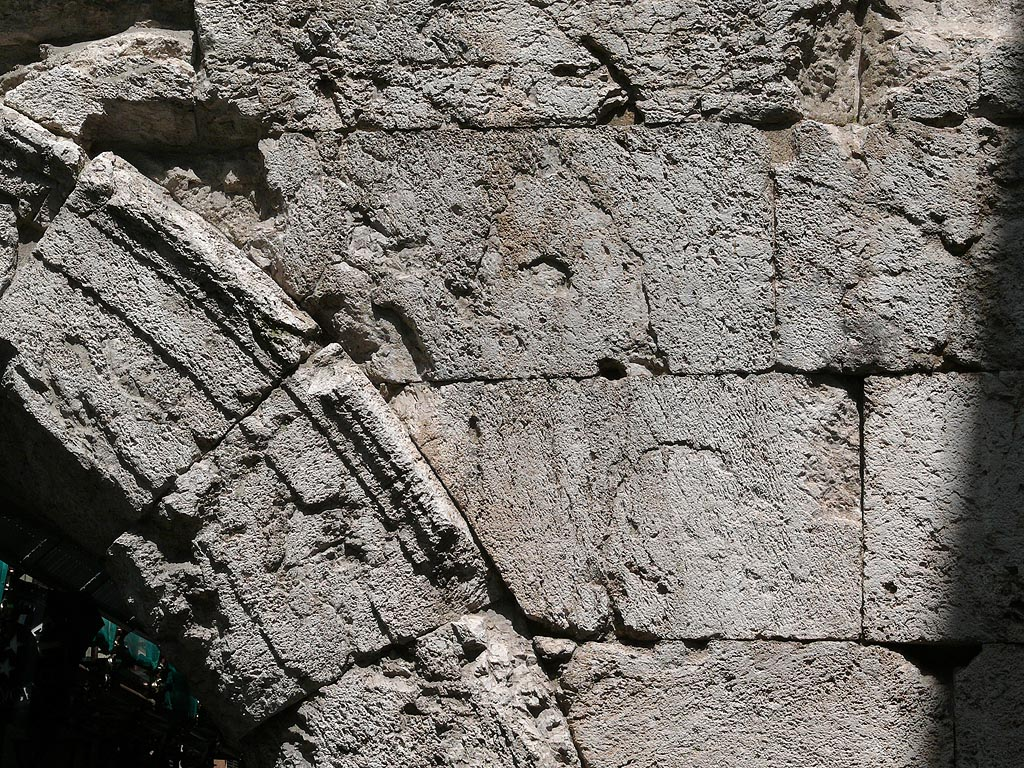
Sezione dei blocchi dell'archivolto in facciata con cornice di tre fasce in reciproco aggetto, sormontate da listello
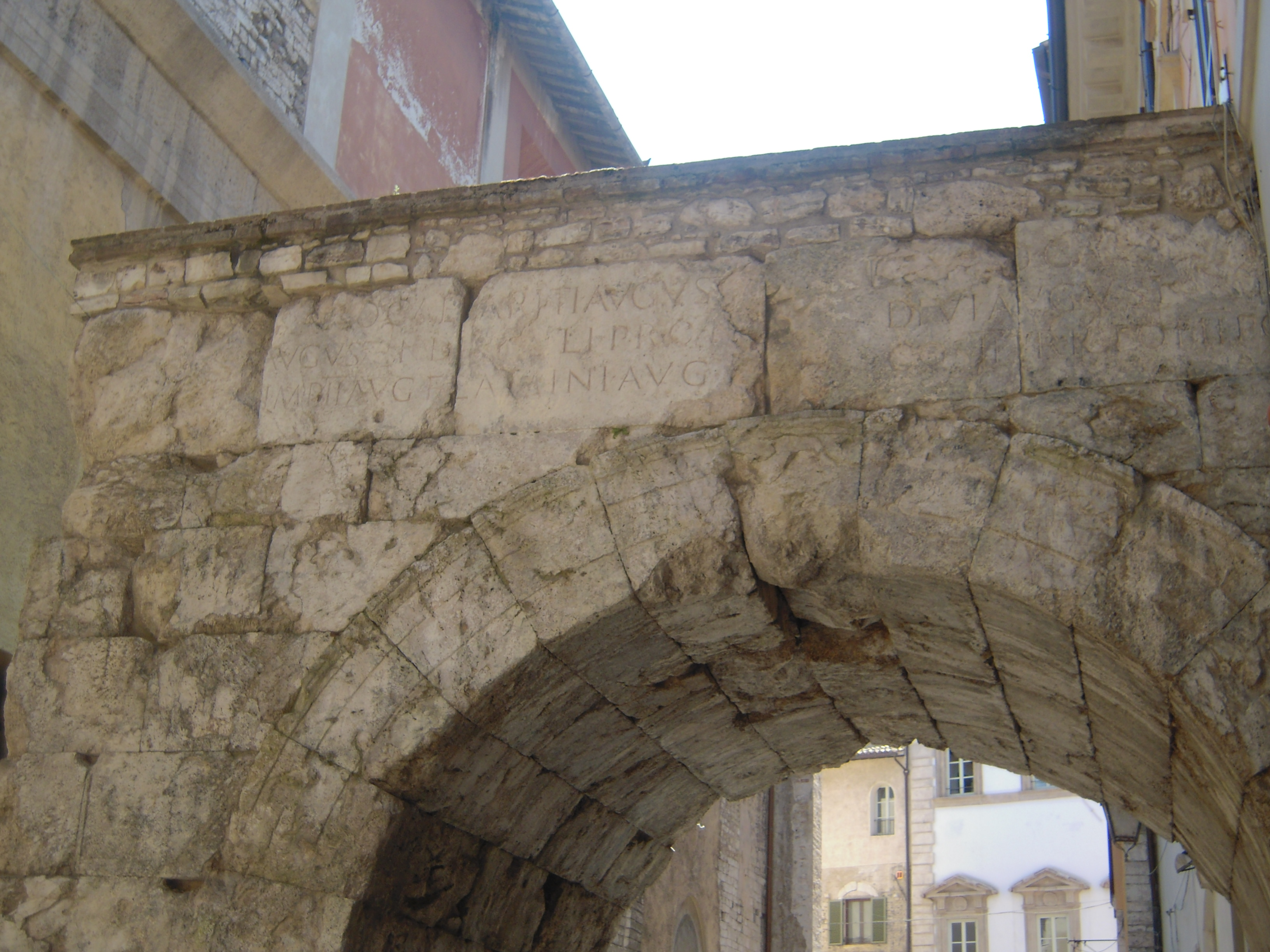
Arco di Druso e Germanico a Spoleto, iscrizione con dedica a Druso.